# Mathieu Varille
Pour les articles homonymes, voir Varille.
Mathieu Varille, né le 31 mars 1885 à Lyon, et mort le 31 mars 1963 à Lyon, est un industriel mécène et écrivain.

## Biographie
Mathieu Varille est le fils d'Alexandre Varille et de Laure Bouget, il est né le 31 mars 1885, au no 67 avenue de Noailles, actuellement avenue Maréchal Foch, dans le 6e arrondissement de Lyon. En 1944, il entre dans l'entreprise de cartonnage Voisin et Pascal où son père est employé et dont il va devenir le président directeur général.
De son mariage avec Jeanne Rougier le 30 mai 1908, à Lyon, naissent une fille et trois fils, dont Alexandre Varille (1909-1951), égyptologue.
Il participe à la Première Guerre mondiale dans un régiment d'aérostation. Passionné d'aviation, il vole ensuite avec Albert Louis Kimmerling. Il est fondateur de Association aérienne du sud-est, et commissaire de l'aéro-club de France. En 1908, il organise le premier meeting aérien de Lyon et la première exposition d'aviation.
C'est lors de sa scolarité à l'école Ozanam et au lycée Ampère, qu'il devient ami avec Robert Laurent-Vibert. Il fréquente dès 1920 le château de son ami à Lourmarin qui accueille des artistes, et décide en 1928 d'acquérir un domaine proche du château. En 1925, après la mort accidentelle de Laurent-Vibert, il va gèrer sa fondation avec les revenus de l'entreprise Pétrole Hahn qui appartenait à la famille de son ami. Il organise des expositions et des résidences d'artistes.
Il fait la connaissance de Marius Audin et s'intéresse à la ville de Lyon, à son histoire et à sa cuisine, à la Provence, et à la littérature et à beaucoup d'autres sujets. Il s'intéresse à la numismatique et participe à la création du Cercle lyonnais de numismatique avec Jean Tricou.
Il meurt le 31 mars 1963, jour de son anniversaire de soixante dix-huit ans, dans son domicile au no 1 quai Jean Moulin à Lyon

## Publications
Mathieu Varille s'occupe de la Revue du Lyonnais avec Laurent-Vibert, jusqu'en 1924. 
Il publie une cinquantaine de livres, édités chez Marius Audin, et de nombreux articles dans des domaines variés,.

## Sociétés savantes
- Académie de Vaucluse : en 1942[8].
- Académie delphinale de Grenoble.
- Académie des sciences, belles-lettres et arts de Lyon : élu membre en 1926[6].
- Académie des sciences, belles-lettres et arts de Savoie.
- Société de géographie de Lyon, en 1944[8].
- Société des gens de lettres.
- Société littéraire, historique et archéologique de Lyon : membre 1921[8].

## Distinctions
- Croix de Guerre 1914-1918 et 1939-1940[9].
- Chevalier de la Légion d'Honneur le 2 juillet 1932[6].

## Postérité

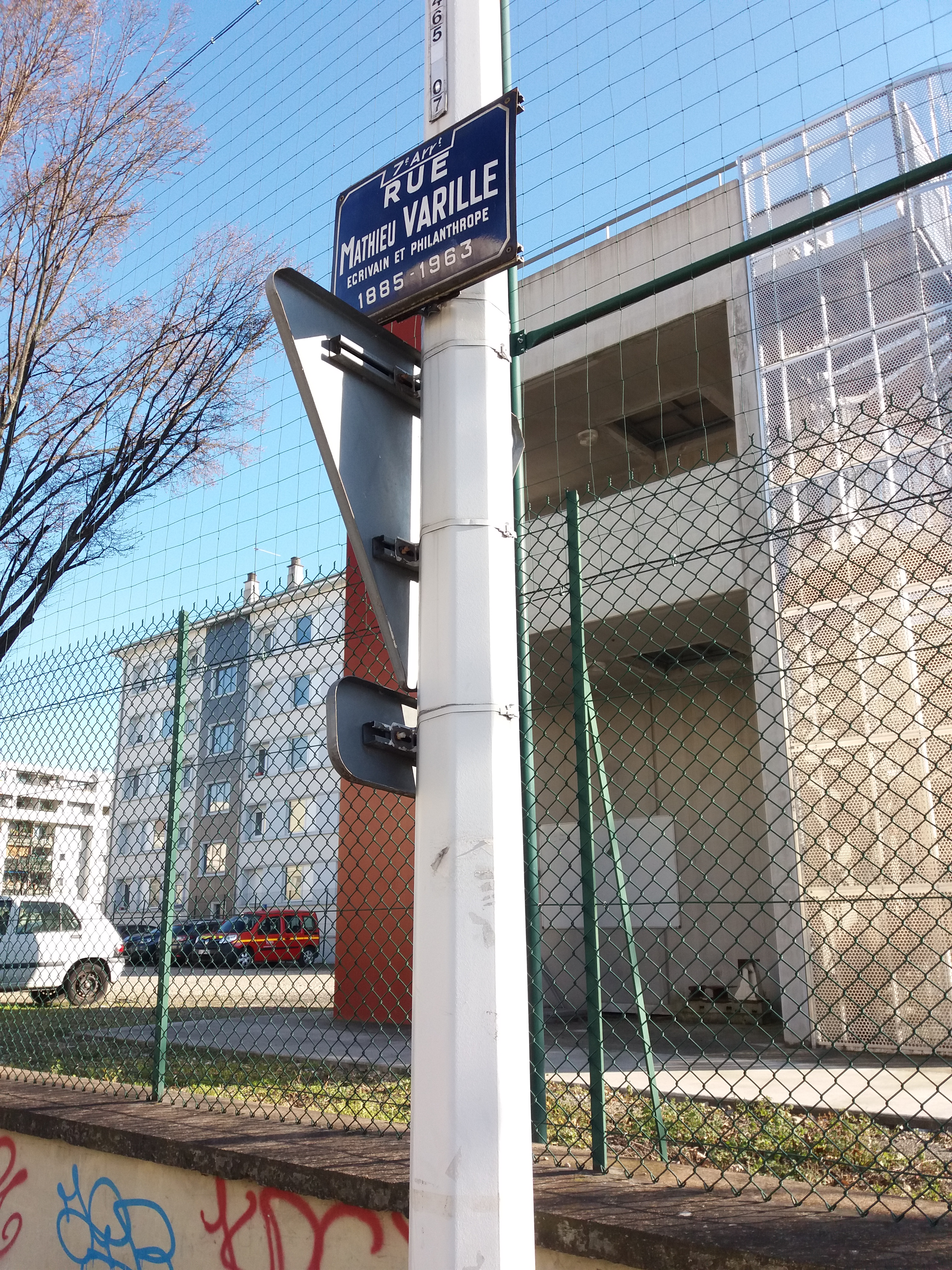
Rue Mathieu Varille à Lyon 7e

Une rue Mathieu Varille se trouve à Lyon, dans le 7e arrondissement.